# Вилла-Лагарина
Вилла-Лагарина (итал. Villa Lagarina) — коммуна в Италии, расположена в автономной области Трентино-Альто-Адидже, подчиняется административному центру Тренто.
Население составляет 3825 человек (2021 г.), плотность населения составляет 130 чел./км². Занимает площадь 24 км². Почтовый индекс — 38060. Телефонный код — 0464.
Покровительницей коммуны почитается Пресвятая Богородица. Праздник ежегодно празднуется 15 августа, в день Успения Пресвятой Богородицы.

## Население
Динамика населения:

## Города-побратимы
- Штоккштадт-ам-Райн, Германия (1990)
- Бенту-Гонсалвис, Бразилия (2007)